# Veldhospitaal

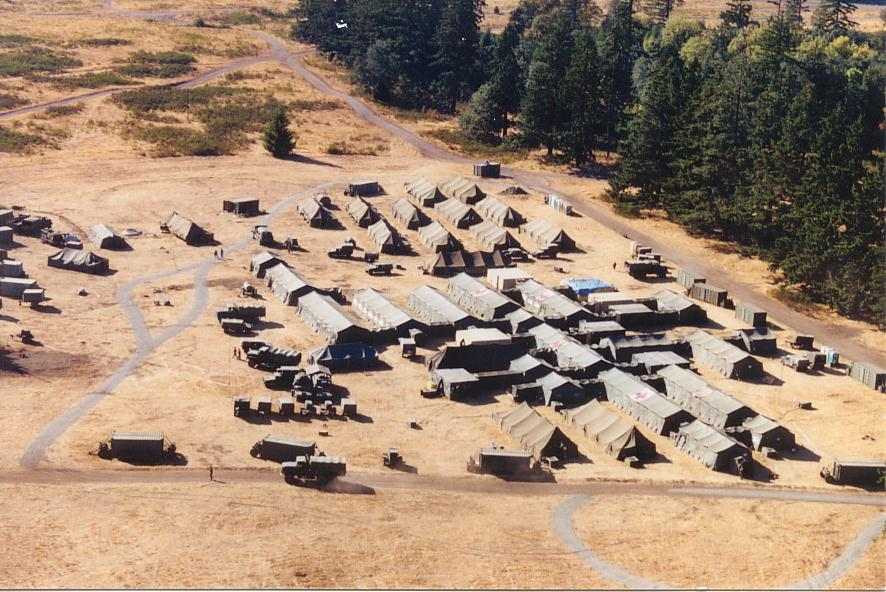
47th Combat Support Hospital, USA 2000

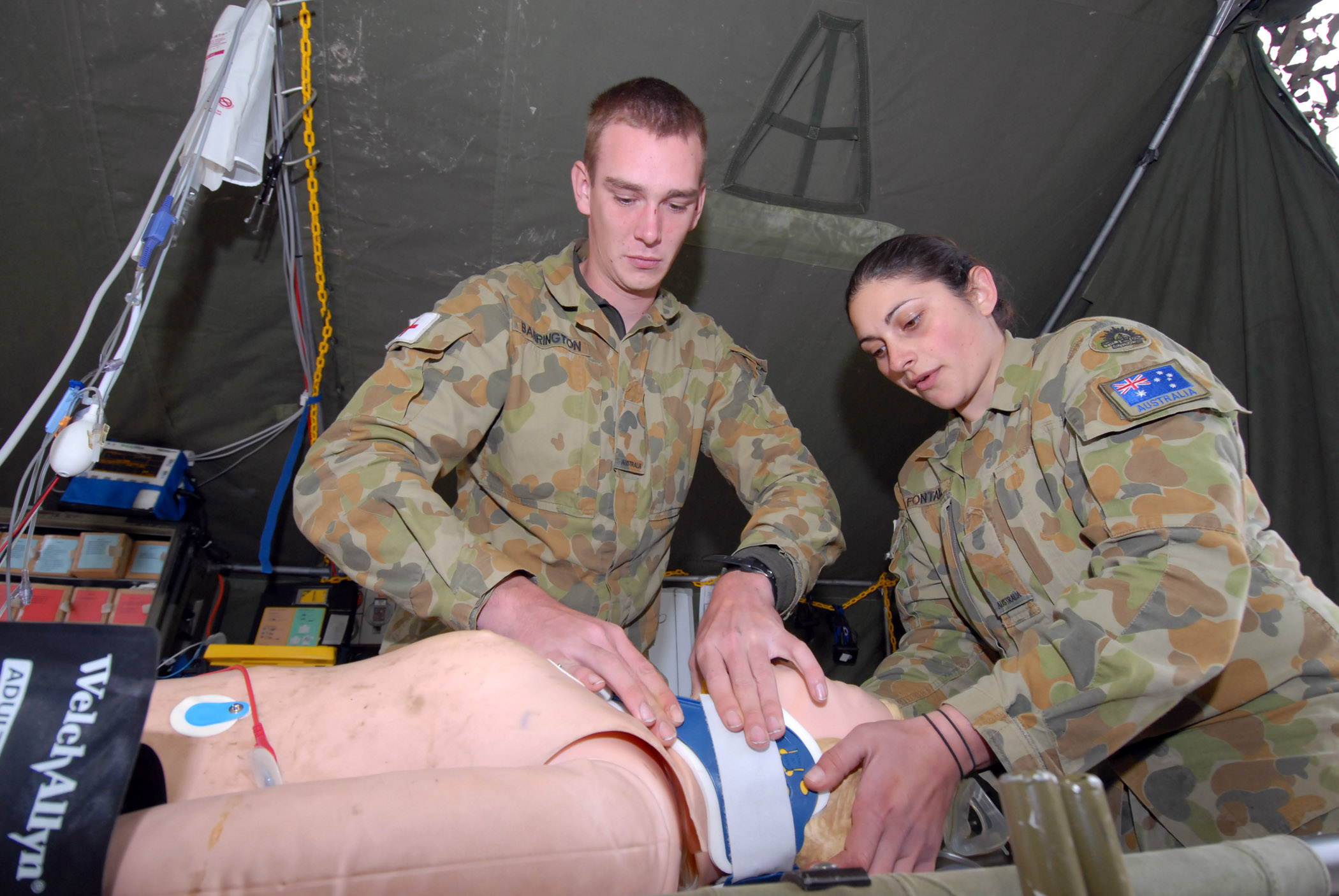
Oefening in een Australisch veldhospitaal 2007

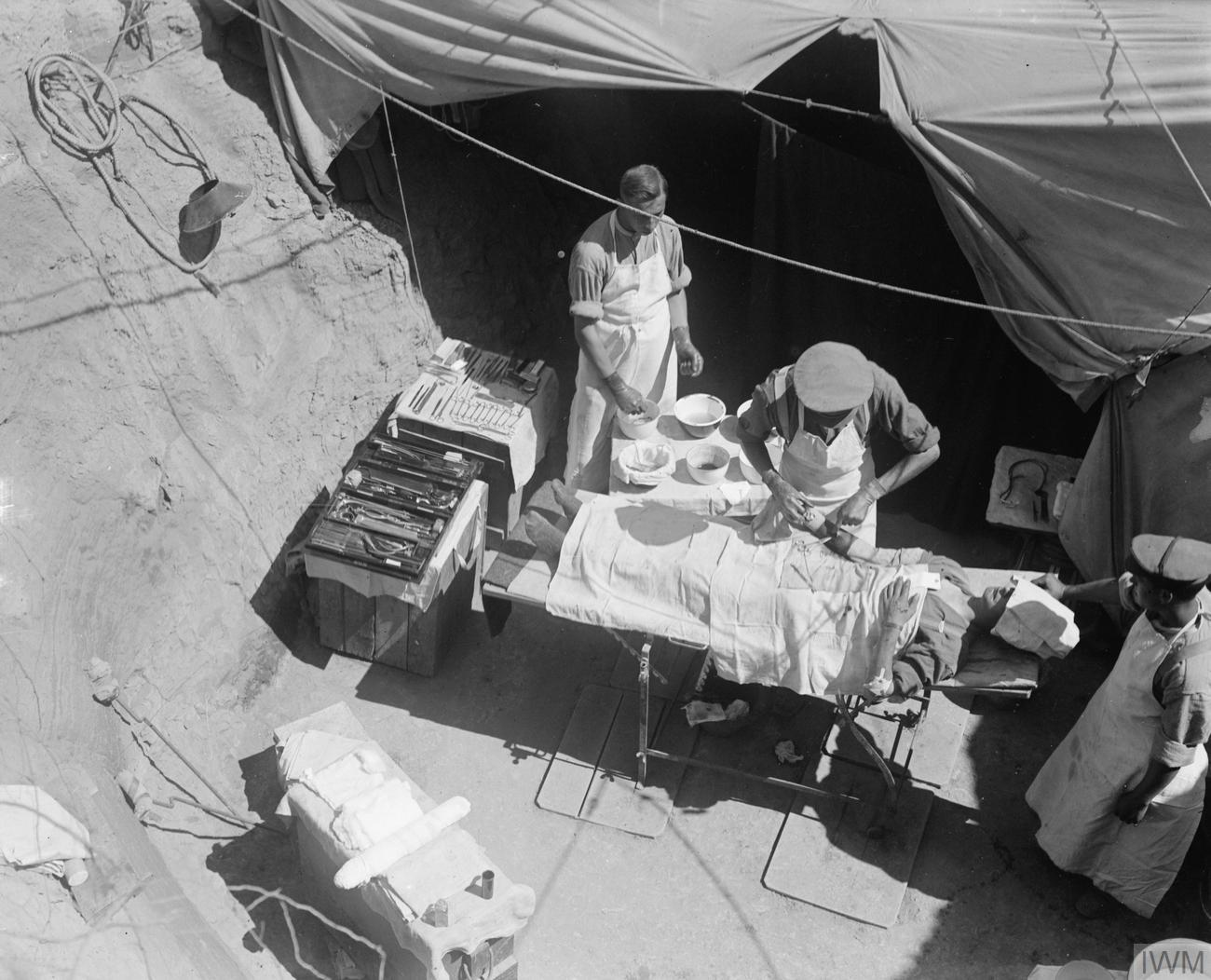
Operatie in Brits veldhospitaal, Gallipoli 1915

Een veldhospitaal of lazaret is een grote mobiele medische militaire-installatie die tijdelijk de taken van een ziekenhuis kan overnemen. Tot de Tweede Wereldoorlog was voor de inzet van mobiele medische teams bij oorlog en rampen ook het woord ambulance in gebruik.
Een veldhospitaal wordt ingezet bij een gevechts- of rampgebied. Indien nodig kan een veldhospitaal ingericht worden met operatiekamers, onderzoeksfaciliteiten en intensieve zorg afdelingen. In zo'n tijdelijk noodziekenhuis krijgen slachtoffers de eerste direct noodzakelijke behandelingen en zorg alvorens ze naar een permanent ziekenhuis worden doorgestuurd. Soms wordt een veldhospitaal ingericht om patiënten gedurende langere tijd te verzorgen indien door een grote calamiteit de capaciteit van de permanente ziekenhuizen tekortschiet. In dat geval is een veldhospitaal vooral bedoeld voor de opvang van minder zwaargewonden of zieken die geen grote ingrepen meer nodig hebben.  
Een veldhospitaal wordt vaak opgezet op veilige afstand van het getroffen gebied, in tenten of in grote gemakkelijk bruikbaar te maken gebouwen zoals een schoolgebouw of hotel.  

## Etymologie
Het woord "lazaret" duidt oorspronkelijk op een leprozerie: een buiten de stadsmuren gelegen plaats waar leprapatiënten woonden en konden worden verzorgd. Het woord Lazaret is afgeleid van de naam van de bedelaar Lazarus uit de bijbel, die volgens de Middeleeuwse overlevering lepra zou hebben.

## Oorsprong
Jean-Dominique Larrey, een Franse arts in de Grande Armée van Napoleon, kreeg de inspiratie voor de ontwikkeling van het veldhospitaal tijdens het Beleg van Mainz. Toen hij de snelheid en wendbaarheid van de Franse mobiele, of vliegende, artillerie zag, bedacht hij dat door snel transport van gewonden van het slagveld en door de inzet van verplaatsbare medische teams achter de frontlinies levens zouden kunnen worden gered. Hij noemde deze teams vliegende ambulances. Daarbij werden lichte paard-en-wagens gebruikt voor zowel het vervoer van gewonden, als voor het verplaatsen van het medische team en het nood- of veldhospitaal zelf. Na de industriële revolutie werden deze ambulances ook gemechaniseerd. Ook de uitvinding van de raderbaar (een soort brancard), eind negentiende eeuw, door de Nederlandse officier van gezondheid De Mooy heeft bijgedragen aan de verhoging van de overlevingskansen van gewonden op het slagveld.

## Verpleging en humanitair oorlogsrecht
Na een relatief korte periode van bijna 40 jaar zonder oorlog nadat Napoleon was verslagen, bracht de Krimoorlog het spook van oorlog terug in Europa. Florence Nightingale, die er als verpleegster actief was, vatte in 1859 haar ervaringen samen in ‘Notes on Nursing, What It Is, and What It Is Not’, het eerste moderne handboek voor de verpleging van zieken. In datzelfde jaar bezocht de Zwitserse zakenman Henri Dunant het slagveld bij Solferino. De hopeloze chaos die hij daar aantrof, waarbij 40.000 soldaten van welke hulp dan ook verstoken op het slagveld lagen te creperen, zette een beweging in gang die in 1863 zou leiden tot de oprichting van het Rode Kruis en tot een eerste aanzet tot regels van internationaal recht voor de bescherming van de slachtoffers bij gewapend conflict. De Eerste Geneefse Conventie was een feit. Nederland en België waren medeondertekenaar. De conventie regelt de rechten en plichten, waaronder de neutraliteit – inclusief het gebruik van het Rode Kruissymbool – van militaire ziekenhuizen en ambulances (een toen gebruikelijk woord voor een veldhospitaal).

## Lazaretten in Nederland in de Tweede Wereldoorlog
Ten tijde van de Tweede Wereldoorlog werden in 1940 en 1944-45 door heel Nederland Duitse veldhospitalen opgezet. Meestal tactische plaatsen in het veld, maar soms werden zelfs hele dorpen in gebruik genomen als ziekenhuis. Een voorbeeld hiervan is Arnemuiden. In een 'lazaretdorp' werden gebouwen, zoals kerken, scholen, verenigingsgebouwen en grote huizen gevorderd om ingericht te worden als ziekenzaal, operatiekamer of eerste hulppost. De gewonden werden binnengebracht vanaf het front en behandeld door Duitse legerartsen en ander militair personeel. Ook Nederlandse burgers werden bij de verzorging ingezet en soms behandeld door de Duitsers. Binnen een lazaretdorp waren wapens en wapentransporten verboden.

## Nederlandse ambulances in het buitenland 1870-1940
Tussen 1870 en 1940 werden Nederlandse ambulances ingezet in het buitenland bij oorlogen en epidemieën. Vaak werd de medische inzet in het buitenland georganiseerd door het Nederlandse Rode Kruis, soms werd deze mede bekostigd door particuliere inzameling.